# کوتسشاو
کوتسشاو (به آلمانی: Kötzschau) یک منطقهٔ مسکونی در آلمان است که در لوینا واقع شده‌است.
 کوتسشاو  ۱٬۹۸۶ نفر جمعیت دارد.